# Distrikt Nieva
Der Distrikt Nieva ist einer der drei Distrikte, welche die Provinz Condorcanqui in der Region Amazonas im Norden von Peru bilden. Er wurde am 18. Mai 1984 per Gesetz gegründet und ist hauptsächlich von Aguaruna, Huambisa, sowie mestizischen Siedlern bewohnt. Der Distrikt hat eine Fläche von 4484,6 km² (nach anderen Quellen: 4182 km²). Beim Zensus 2017 lebten 18.626 Menschen in dem Distrikt. Im Jahr 1993 lag die Einwohnerzahl bei 14.953, im Jahr 2007 bei 22.192.

## Geographische Lage
Der Distrikt liegt im Urwald und wird vom Fluss Río Nieva durchflossen, einer der Zuflüsse des Río Marañón.
Die Distrikt- wie auch Provinzhauptstadt ist Santa María de Nieva.